# Draft NFL 2005
Il Draft NFL 2005 è il classico avvenimento annuale organizzato dalla NFL che si è tenuto il 23 e il 24 aprile 2005. Il draft avrebbe dovuto tenersi al Madison Square Garden ma successivamente fu spostato al Javits Center. L'ordine del draft era costituito semplicemente invertendo l'ordine di come si è conclusa la stagione regolare 2004, quindi dalla squadra che aveva ottenuto meno vittorie a quella con più vittorie; tranne per le ultime due scelte (31ª e 32ª) che sono state assegnate rispettivamente alla perdente e alla vincente del Super Bowl XXXIX. In caso di parità di vittorie si guardava come prima cosa la difficoltà del calendario che le squadre con lo stesso numero di vittorie si erano affrontate. In caso di ulteriore parità si guardavano il numero delle vittorie raggiunte all'interno della propria division o conference. Se la parità persisteva la decisione veniva presa con il lancio della monetina.

## Scelte
|  | = Pro Bowler †  |
|  | = Hall of Famer |

|  | Giro | Scelta | Squadra              | Giocatore                                               | Ruolo                                                   | College                                                 | Conference                                              |
|  | ---- | ------ | -------------------- | ------------------------------------------------------- | ------------------------------------------------------- | ------------------------------------------------------- | ------------------------------------------------------- |
|  | 1    | 1      | San Francisco 49ers  | Alex Smith†                                             | QB                                                      | Utah                                                    | MWC                                                     |
|  | 1    | 2      | Miami Dolphins       | Ronnie Brown†                                           | RB                                                      | Auburn                                                  | SEC                                                     |
|  | 1    | 3      | Cleveland Browns     | Braylon Edwards†                                        | WR                                                      | Michigan                                                | Big Ten                                                 |
|  | 1    | 4      | Chicago Bears        | Cedric Benson                                           | RB                                                      | Texas                                                   | Big 12                                                  |
|  | 1    | 5      | Tampa Bay Buccaneers | Carnell "Cadillac" Williams                             | RB                                                      | Auburn                                                  | SEC                                                     |
|  | 1    | 6      | Tennessee Titans     | Adam "Pac-Man" Jones                                    | CB                                                      | West Virginia                                           | Big East                                                |
|  | 1    | 7      | Minnesota Vikings    | Troy Williamson                                         | WR                                                      | South Carolina                                          | SEC                                                     |
|  | 1    | 8      | Arizona Cardinals    | Antrel Rolle†                                           | CB                                                      | Miami (FL)                                              | ACC                                                     |
|  | 1    | 9      | Washington Redskins  | Carlos Rogers†                                          | CB                                                      | Auburn                                                  | SEC                                                     |
|  | 1    | 10     | Detroit Lions        | Mike Williams                                           | WR                                                      | USC                                                     | Pac-10                                                  |
|  | 1    | 11     | Dallas Cowboys       | DeMarcus Ware†                                          | LB                                                      | Troy                                                    | Sun Belt                                                |
|  | 1    | 12     | San Diego Chargers   | Shawne Merriman†                                        | LB                                                      | Maryland                                                | ACC                                                     |
|  | 1    | 13     | New Orleans Saints   | Jammal Brown†                                           | OT                                                      | Oklahoma                                                | Big 12                                                  |
|  | 1    | 14     | Carolina Panthers    | Thomas Davis                                            | LB                                                      | Georgia                                                 | SEC                                                     |
|  | 1    | 15     | Kansas City Chiefs   | Derrick Johnson†                                        | LB                                                      | Texas                                                   | Big 12                                                  |
|  | 1    | 16     | Houston Texans       | Travis Johnson                                          | DT                                                      | Florida State                                           | ACC                                                     |
|  | 1    | 17     | Cincinnati Bengals   | David Pollack                                           | LB                                                      | Georgia                                                 | SEC                                                     |
|  | 1    | 18     | Minnesota Vikings    | Erasmus James                                           | DE                                                      | Wisconsin                                               | Big Ten                                                 |
|  | 1    | 19     | St. Louis Rams       | Alex Barron                                             | OT                                                      | Florida State                                           | ACC                                                     |
|  | 1    | 20     | Dallas Cowboys       | Marcus Spears                                           | DE                                                      | LSU                                                     | SEC                                                     |
|  | 1    | 21     | Jacksonville Jaguars | Matt Jones                                              | WR                                                      | Arkansas                                                | SEC                                                     |
|  | 1    | 22     | Baltimore Ravens     | Mark Clayton                                            | WR                                                      | Oklahoma                                                | Big 12                                                  |
|  | 1    | 23     | Oakland Raiders      | Fabian Washington                                       | CB                                                      | Nebraska                                                | Big 12                                                  |
|  | 1    | 24     | Green Bay Packers    | Aaron Rodgers†                                          | QB                                                      | California                                              | Pac-10                                                  |
|  | 1    | 25     | Washington Redskins  | Jason Campbell                                          | QB                                                      | Auburn                                                  | SEC                                                     |
|  | 1    | 26     | Seattle Seahawks     | Chris Spencer                                           | C                                                       | Ole Miss                                                | SEC                                                     |
|  | 1    | 27     | Atlanta Falcons      | Roddy White†                                            | WR                                                      | UAB                                                     | C-USA                                                   |
|  | 1    | 28     | San Diego Chargers   | Luis Castillo                                           | DT                                                      | Northwestern                                            | Big Ten                                                 |
|  | 1    | 29     | Indianapolis Colts   | Marlin Jackson                                          | CB                                                      | Michigan                                                | Big Ten                                                 |
|  | 1    | 30     | Pittsburgh Steelers  | Heath Miller†                                           | TE                                                      | Virginia                                                | ACC                                                     |
|  | 1    | 31     | Philadelphia Eagles  | Mike Patterson                                          | DT                                                      | USC                                                     | Pac-10                                                  |
|  | 1    | 32     | New England Patriots | Logan Mankins†                                          | G                                                       | Fresno State                                            | WAC                                                     |
|  | 2    | 33     | San Francisco 49ers  | David Baas                                              | C                                                       | Michigan                                                | Big Ten                                                 |
|  | 2    | 34     | Cleveland Browns     | Brodney Pool                                            | S                                                       | Oklahoma                                                | Big 12                                                  |
|  | 2    | 35     | Philadelphia Eagles  | Reggie Brown                                            | WR                                                      | Georgia                                                 | SEC                                                     |
|  | 2    | 36     | Tampa Bay Buccaneers | Barrett Ruud                                            | LB                                                      | Nebraska                                                | Big 12                                                  |
|  | 2    | 37     | Detroit Lions        | Shaun Cody                                              | DT                                                      | USC                                                     | Pac-10                                                  |
|  | 2    | 38     | Oakland Raiders      | Stanford Routt                                          | CB                                                      | Houston                                                 | C-USA                                                   |
|  | 2    | 39     | Chicago Bears        | Mark Bradley                                            | WR                                                      | Oklahoma                                                | Big 12                                                  |
|  | 2    | 40     | New Orleans Saints   | Josh Bullocks                                           | S                                                       | Nebraska                                                | Big 12                                                  |
|  | 2    | 41     | Tennessee Titans     | Michael Roos†                                           | OT                                                      | Eastern Washington                                      | Big Sky                                                 |
|  | 2    | 42     | Dallas Cowboys       | Kevin Burnett                                           | LB                                                      | Tennessee                                               | SEC                                                     |
|  | 2    | 43     | New York Giants      | Corey Webster                                           | CB                                                      | LSU                                                     | SEC                                                     |
|  | 2    | 44     | Arizona Cardinals    | J.J. Arrington                                          | RB                                                      | California                                              | Pac-10                                                  |
|  | 2    | 45     | Seattle Seahawks     | Lofa Tatupu†                                            | LB                                                      | USC                                                     | Pac-10                                                  |
|  | 2    | 46     | Miami Dolphins       | Matt Roth                                               | DE                                                      | Iowa                                                    | Big Ten                                                 |
|  | 2    | 47     | New York Jets        | Mike Nugent                                             | K                                                       | Ohio State                                              | Big Ten                                                 |
|  | 2    | 48     | Cincinnati Bengals   | Odell Thurman                                           | LB                                                      | Georgia                                                 | SEC                                                     |
|  | 2    | 49     | Minnesota Vikings    | Marcus Johnson                                          | OT                                                      | Ole Miss                                                | SEC                                                     |
|  | 2    | 50     | St. Louis Rams       | Ron Bartell                                             | CB                                                      | Howard                                                  | MEAC                                                    |
|  | 2    | 51     | Green Bay Packers    | Nick Collins†                                           | S                                                       | Bethune-Cookman                                         | MEAC                                                    |
|  | 2    | 52     | Jacksonville Jaguars | Khalif Barnes                                           | OT                                                      | Washington                                              | Pac-10                                                  |
|  | 2    | 53     | Baltimore Ravens     | Dan Cody                                                | DE                                                      | Oklahoma                                                | Big 12                                                  |
|  | 2    | 54     | Carolina Panthers    | Eric Shelton                                            | RB                                                      | Louisville                                              | C-USA                                                   |
|  | 2    | 55     | Buffalo Bills        | Roscoe Parrish                                          | WR                                                      | Miami (FL)                                              | ACC                                                     |
|  | 2    | 56     | Denver Broncos       | Darrent Williams                                        | CB                                                      | Oklahoma State                                          | Big 12                                                  |
|  | 2    | 57     | New York Jets        | Justin Miller†                                          | CB                                                      | Clemson                                                 | ACC                                                     |
|  | 2    | 58     | Green Bay Packers    | Terrence Murphy                                         | WR                                                      | Texas A&M                                               | Big 12                                                  |
|  | 2    | 59     | Atlanta Falcons      | Jonathan Babineaux                                      | DT                                                      | Iowa                                                    | Big Ten                                                 |
|  | 2    | 60     | Indianapolis Colts   | Kelvin Hayden                                           | CB                                                      | Illinois                                                | Big Ten                                                 |
|  | 2    | 61     | San Diego Chargers   | Vincent Jackson†                                        | WR                                                      | Northern Colorado                                       | Great West                                              |
|  | 2    | 62     | Pittsburgh Steelers  | Bryant McFadden                                         | CB                                                      | Florida State                                           | ACC                                                     |
|  | 2    | 63     | Philadelphia Eagles  | Matt McCoy                                              | LB                                                      | San Diego State                                         | MWC                                                     |
|  | 2    | 64     | Baltimore Ravens     | Adam Terry                                              | OT                                                      | Syracuse                                                | Big East                                                |
|  | 3    | 65     | San Francisco 49ers  | Frank Gore†                                             | RB                                                      | Miami                                                   | ACC                                                     |
|  | 3    | 66     | St. Louis Rams       | Oshiomogho "O.J." Atogwe                                | S                                                       | Stanford                                                | Pac-10                                                  |
|  | 3    | 67     | Cleveland Browns     | Charlie Frye                                            | QB                                                      | Akron                                                   | MAC                                                     |
|  | 3    | 68     | Tennessee Titans     | Courtney Roby                                           | WR                                                      | Indiana                                                 | Big Ten                                                 |
|  | 3    | 69     | Oakland Raiders      | Andrew Walter                                           | QB                                                      | Arizona State                                           | Pac-10                                                  |
|  | 3    | 70     | Miami Dolphins       | Channing Crowder                                        | LB                                                      | Florida                                                 | SEC                                                     |
|  | 3    | 71     | Tampa Bay Buccaneers | Alex Smith                                              | TE                                                      | Stanford                                                | Pac-10                                                  |
|  | 3    | 72     | Detroit Lions        | Stanley Wilson                                          | CB                                                      | Stanford                                                | Pac-10                                                  |
|  | 3    | 73     | Houston Texans       | Vernand Morency                                         | RB                                                      | Oklahoma State                                          | Big 12                                                  |
|  | 3    | 74     | New York Giants      | Justin Tuck†                                            | DE                                                      | Notre Dame                                              | Ind.                                                    |
|  | 3    | 75     | Arizona Cardinals    | Eric Green                                              | CB                                                      | Virginia Tech                                           | ACC                                                     |
|  | 3    | 76     | Denver Broncos       | Karl Paymah                                             | CB                                                      | Washington State                                        | Pac-10                                                  |
|  | 3    | 77     | Philadelphia Eagles  | Ryan Moats                                              | RB                                                      | Louisiana Tech                                          | WAC                                                     |
|  | 3    | 78     | Oakland Raiders      | Kirk Morrison                                           | LB                                                      | San Diego State                                         | MWC                                                     |
|  | 3    | 79     | Carolina Panthers    | Evan Mathis†                                            | G                                                       | Alabama                                                 | SEC                                                     |
|  | 3    | 80     | Minnesota Vikings    | Dustin Fox                                              | CB                                                      | Ohio State                                              | Big Ten                                                 |
|  | 3    | 81     | St. Louis Rams       | Richie Incognito†                                       | C                                                       | Nebraska                                                | Big 12                                                  |
|  | 3    | 82     | New Orleans Saints   | Alfred Fincher                                          | LB                                                      | Connecticut                                             | Big East                                                |
|  | 3    | 83     | Cincinnati Bengals   | Chris Henry                                             | WR                                                      | West Virginia                                           | Big East                                                |
|  | 3    | 84     | New England Patriots | Ellis Hobbs                                             | CB                                                      | Iowa State                                              | Big 12                                                  |
|  | 3    | 85     | Seattle Seahawks     | David Greene                                            | QB                                                      | Georgia                                                 | SEC                                                     |
|  | 3    | 86     | Buffalo Bills        | Kevin Everett                                           | TE                                                      | Miami (FL)                                              | ACC                                                     |
|  | 3    | 87     | Jacksonville Jaguars | Scott Starks                                            | CB                                                      | Wisconsin                                               | Big Ten                                                 |
|  | 3    | 88     | New York Jets        | Sione Pouha                                             | DT                                                      | Utah                                                    | MWC                                                     |
|  | 3    | 89     | Carolina Panthers    | Atiyyah Ellison                                         | DT                                                      | Missouri                                                | Big 12                                                  |
|  | 3    | –      | Denver Broncos       | Selezione revocata a causa di violazioni del salary cap | Selezione revocata a causa di violazioni del salary cap | Selezione revocata a causa di violazioni del salary cap | Selezione revocata a causa di violazioni del salary cap |
|  | 3    | 90     | Atlanta Falcons      | Jordan Beck                                             | LB                                                      | Cal Poly                                                | Great West                                              |
|  | 3    | 91     | Tampa Bay Buccaneers | Chris Colmer                                            | OT                                                      | NC State                                                | ACC                                                     |
|  | 3    | 92     | Indianapolis Colts   | Vincent Burns                                           | DE                                                      | Kentucky                                                | SEC                                                     |
|  | 3    | 93     | Pittsburgh Steelers  | Trai Essex                                              | G                                                       | Northwestern                                            | Big Ten                                                 |
|  | 3    | 94     | San Francisco 49ers  | Adam Snyder                                             | G                                                       | Oregon                                                  | Pac-10                                                  |
|  | 3    | 95     | Arizona Cardinals    | Darryl Blackstock                                       | LB                                                      | Virginia                                                | ACC                                                     |
|  | 3*   | 96     | Tennessee Titans     | Brandon Jones                                           | WR                                                      | Oklahoma                                                | Big 12                                                  |
|  | 3*   | 97     | Denver Broncos       | Domonique Foxworth                                      | CB                                                      | Maryland                                                | ACC                                                     |
|  | 3*   | 98     | Seattle Seahawks     | Leroy Hill                                              | LB                                                      | Clemson                                                 | ACC                                                     |
|  | 3*   | 99     | Kansas City Chiefs   | Dustin Colquitt†                                        | P                                                       | Tennessee                                               | SEC                                                     |
|  | 3*   | 100    | New England Patriots | Nick Kaczur                                             | G                                                       | Toledo                                                  | MAC                                                     |
|  | 3*   | 101    | Denver Broncos       | Maurice Clarett                                         | RB                                                      | Ohio State                                              | Big Ten                                                 |
|  | 4    | 102    | Philadelphia Eagles  | Sean Considine                                          | S                                                       | Iowa                                                    | Big Ten                                                 |
|  | 4    | 103    | Cleveland Browns     | Antonio Perkins                                         | CB                                                      | Oklahoma                                                | Big 12                                                  |
|  | 4    | 104    | Miami Dolphins       | Travis Daniels                                          | CB                                                      | LSU                                                     | SEC                                                     |
|  | 4    | 105    | Seattle Seahawks     | Ray Willis                                              | OT                                                      | Florida State                                           | ACC                                                     |
|  | 4    | 106    | Chicago Bears        | Kyle Orton                                              | QB                                                      | Purdue                                                  | Big Ten                                                 |
|  | 4    | 107    | Tampa Bay Buccaneers | Dan Buenning                                            | G                                                       | Wisconsin                                               | Big Ten                                                 |
|  | 4    | 108    | Tennessee Titans     | Vincent Fuller                                          | S                                                       | Virginia Tech                                           | ACC                                                     |
|  | 4    | 109    | Dallas Cowboys       | Marion Barber III†                                      | RB                                                      | Minnesota                                               | Big Ten                                                 |
|  | 4    | 110    | New York Giants      | Brandon Jacobs                                          | RB                                                      | Southern Illinois                                       | Gateway                                                 |
|  | 4    | 111    | Arizona Cardinals    | Elton Brown                                             | G                                                       | Virginia                                                | ACC                                                     |
|  | 4    | 112    | Minnesota Vikings    | Ciatrick Fason                                          | RB                                                      | Florida                                                 | SEC                                                     |
|  | 4    | 113    | Tennessee Titans     | David Stewart                                           | OT                                                      | Mississippi State                                       | SEC                                                     |
|  | 4    | 114    | Houston Texans       | Jerome Mathis†                                          | WR                                                      | Hampton                                                 | MEAC                                                    |
|  | 4    | 115    | Green Bay Packers    | Marviel Underwood                                       | S                                                       | San Diego State                                         | MWC                                                     |
|  | 4    | 116    | Kansas City Chiefs   | Craphonso Thorpe                                        | WR                                                      | Florida State                                           | ACC                                                     |
|  | 4    | 117    | St. Louis Rams       | Jerome Carter                                           | S                                                       | Florida State                                           | ACC                                                     |
|  | 4    | 118    | New Orleans Saints   | Chase Lyman                                             | WR                                                      | California                                              | Pac-10                                                  |
|  | 4    | 119    | Cincinnati Bengals   | Eric Ghiaciuc                                           | C                                                       | Central Michigan                                        | MAC                                                     |
|  | 4    | 120    | Washington Redskins  | Manuel White                                            | FB                                                      | UCLA                                                    | Pac-10                                                  |
|  | 4    | 121    | Carolina Panthers    | Stefan LeFors                                           | QB                                                      | Louisville                                              | C-USA                                                   |
|  | 4    | 122    | Buffalo Bills        | Duke Preston                                            | C                                                       | Illinois                                                | Big Ten                                                 |
|  | 4    | 123    | New York Jets        | Kerry Rhodes                                            | S                                                       | Louisville                                              | C-USA                                                   |
|  | 4    | 124    | Baltimore Ravens     | Jason Brown                                             | C                                                       | North Carolina                                          | ACC                                                     |
|  | 4    | 125    | Green Bay Packers    | Brady Poppinga                                          | LB                                                      | BYU                                                     | MWC                                                     |
|  | 4    | 126    | Philadelphia Eagles  | Todd Herremans                                          | OT                                                      | Saginaw Valley State                                    | GLIAC                                                   |
|  | 4    | 127    | Jacksonville Jaguars | Alvin Pearman                                           | RB                                                      | Virginia                                                | ACC                                                     |
|  | 4    | 128    | Atlanta Falcons      | Chauncey Davis                                          | DE                                                      | Florida State                                           | ACC                                                     |
|  | 4    | 129    | Indianapolis Colts   | Dylan Gandy                                             | G                                                       | Texas Tech                                              | Big 12                                                  |
|  | 4    | 130    | San Diego Chargers   | Darren Sproles                                          | RB                                                      | Kansas State                                            | Big 12                                                  |
|  | 4    | 131    | Pittsburgh Steelers  | Fred Gibson                                             | WR                                                      | Georgia                                                 | SEC                                                     |
|  | 4    | 132    | Dallas Cowboys       | Chris Canty                                             | DE                                                      | Virginia                                                | ACC                                                     |
|  | 4    | 133    | New England Patriots | James Sanders                                           | S                                                       | Fresno State                                            | WAC                                                     |
|  | 4*   | 134    | St. Louis Rams       | Claude Terrell                                          | G                                                       | New Mexico                                              | MWC                                                     |
|  | 4*   | 135    | Indianapolis Colts   | Matt Giordano                                           | S                                                       | California                                              | Pac-10                                                  |
|  | 4*   | 136    | Tennessee Titans     | Roydell Williams                                        | WR                                                      | Tulane                                                  | C-USA                                                   |
|  | 5    | 137    | San Francisco 49ers  | Ronald Fields                                           | DT                                                      | Mississippi State                                       | SEC                                                     |
|  | 5    | 138    | Kansas City Chiefs   | Boomer Grigsby                                          | LB                                                      | Illinois State                                          | Gateway                                                 |
|  | 5    | 139    | Cleveland Browns     | David McMillan                                          | DE                                                      | Kansas                                                  | Big 12                                                  |
|  | 5    | 140    | Chicago Bears        | Airese Currie                                           | WR                                                      | Clemson                                                 | ACC                                                     |
|  | 5    | 141    | Tampa Bay Buccaneers | Donte Nicholson                                         | S                                                       | Oklahoma                                                | Big 12                                                  |
|  | 5    | 142    | Tennessee Titans     | Damien Nash                                             | RB                                                      | Missouri                                                | Big 12                                                  |
|  | 5    | 143    | Green Bay Packers    | Junius Coston                                           | C                                                       | North Carolina A&T                                      | MEAC                                                    |
|  | 5    | 144    | St. Louis Rams       | Jerome Collins                                          | TE                                                      | Notre Dame                                              | Ind.                                                    |
|  | 5    | 145    | Detroit Lions        | Dan Orlovsky                                            | QB                                                      | Connecticut                                             | Big East                                                |
|  | 5    | 146    | Philadelphia Eagles  | Trent Cole†                                             | DE                                                      | Cincinnati                                              | C-USA                                                   |
|  | 5    | 147    | Kansas City Chiefs   | Alphonso Hodge                                          | CB                                                      | Miami (OH)                                              | MAC                                                     |
|  | 5    | 148    | Indianapolis Colts   | Jonathan Welsh                                          | DE                                                      | Wisconsin                                               | Big Ten                                                 |
|  | 5    | 149    | Carolina Panthers    | Adam Seward                                             | LB                                                      | UNLV                                                    | MWC                                                     |
|  | 5    | 150    | Tennessee Titans     | Daniel Loper                                            | OT                                                      | Texas Tech                                              | Big 12                                                  |
|  | 5    | 151    | Houston Texans       | Drew Hodgdon                                            | C                                                       | Arizona State                                           | Pac-10                                                  |
|  | 5    | 152    | New Orleans Saints   | Adrian McPherson                                        | QB                                                      | Florida State                                           | ACC                                                     |
|  | 5    | 153    | Cincinnati Bengals   | Adam Kieft                                              | OT                                                      | Central Michigan                                        | MAC                                                     |
|  | 5    | 154    | Washington Redskins  | Robert McCune                                           | LB                                                      | Louisville                                              | C-USA                                                   |
|  | 5    | 155    | Tampa Bay Buccaneers | Larry Brackins                                          | WR                                                      | Pearl River CC                                          | MACJC                                                   |
|  | 5    | 156    | Buffalo Bills        | Eric King                                               | CB                                                      | Wake Forest                                             | ACC                                                     |
|  | 5    | 157    | Jacksonville Jaguars | Gerald Sensabaugh                                       | S                                                       | North Carolina                                          | ACC                                                     |
|  | 5    | 158    | Baltimore Ravens     | Justin Green                                            | FB                                                      | Montana                                                 | Big Sky                                                 |
|  | 5    | 159    | Seattle Seahawks     | Jeb Huckeba                                             | DE                                                      | Arkansas                                                | SEC                                                     |
|  | 5    | 160    | Atlanta Falcons      | Michael Boley                                           | LB                                                      | Southern Miss                                           | C-USA                                                   |
|  | 5    | 161    | New York Jets        | Andre Maddox                                            | S                                                       | NC State                                                | ACC                                                     |
|  | 5    | 162    | Miami Dolphins       | Anthony Alabi                                           | OT                                                      | TCU                                                     | C-USA                                                   |
|  | 5    | 163    | Atlanta Falcons      | Frank Omiyale                                           | OT                                                      | Tennessee Tech                                          | OVC                                                     |
|  | 5    | 164    | San Diego Chargers   | Wesley Britt                                            | OT                                                      | Alabama                                                 | SEC                                                     |
|  | 5    | 165    | Indianapolis Colts   | Robert Hunt                                             | C                                                       | North Dakota State                                      | Great West                                              |
|  | 5    | 166    | Pittsburgh Steelers  | Rian Wallace                                            | LB                                                      | Temple                                                  | Big East                                                |
|  | 5    | 167    | Green Bay Packers    | Mike Hawkins                                            | CB                                                      | Oklahoma                                                | Big 12                                                  |
|  | 5    | 168    | Arizona Cardinals    | Lance Mitchell                                          | LB                                                      | Oklahoma                                                | Big 12                                                  |
|  | 5*   | 169    | Carolina Panthers    | Geoff Hangartner                                        | C                                                       | Texas A&M                                               | Big 12                                                  |
|  | 5*   | 170    | New England Patriots | Ryan Claridge                                           | LB                                                      | UNLV                                                    | MWC                                                     |
|  | 5*   | 171    | Carolina Panthers    | Ben Emanuel                                             | S                                                       | UCLA                                                    | Pac-10                                                  |
|  | 5*   | 172    | Philadelphia Eagles  | Scott Young                                             | OT                                                      | BYU                                                     | MWC                                                     |
|  | 5*   | 173    | Indianapolis Colts   | Tyjuan Hagler                                           | LB                                                      | Cincinnati                                              | C-USA                                                   |
|  | 5*   | 174    | San Francisco 49ers  | Rasheed Marshall                                        | WR                                                      | West Virginia                                           | Big East                                                |
|  | 6    | 175    | Oakland Raiders      | Anttaj Hawthorne                                        | DT                                                      | Wisconsin                                               | Big Ten                                                 |
|  | 6    | 176    | Cleveland Browns     | Nick Speegle                                            | LB                                                      | New Mexico                                              | MWC                                                     |
|  | 6    | 177    | San Diego Chargers   | Wes Sims                                                | OT                                                      | Oklahoma                                                | Big 12                                                  |
|  | 6    | 178    | Tampa Bay Buccaneers | Anthony Bryant                                          | DT                                                      | Alabama                                                 | SEC                                                     |
|  | 6    | 179    | Tennessee Titans     | Bo Scaife                                               | TE                                                      | Texas                                                   | Big 12                                                  |
|  | 6    | 180    | Green Bay Packers    | Michael Montgomery                                      | DE                                                      | Texas A&M                                               | Big 12                                                  |
|  | 6    | 181    | Chicago Bears        | Chris Harris                                            | S                                                       | Louisiana-Monroe                                        | Sun Belt                                                |
|  | 6    | 182    | New York Jets        | Cedric Houston                                          | RB                                                      | Tennessee                                               | SEC                                                     |
|  | 6    | 183    | Washington Redskins  | Jared Newberry                                          | LB                                                      | Stanford                                                | Pac-10                                                  |
|  | 6    | 184    | Detroit Lions        | Bill Swancutt                                           | DE                                                      | Oregon State                                            | Pac-10                                                  |
|  | 6    | 185    | Jacksonville Jaguars | Chad Owens                                              | WR                                                      | Hawaiʻi                                                 | WAC                                                     |
|  | 6    | 186    | New York Giants      | Eric Moore                                              | DE                                                      | Florida State                                           | ACC                                                     |
|  | 6    | 187    | Kansas City Chiefs   | Will Svitek                                             | G                                                       | Stanford                                                | Pac-10                                                  |
|  | 6    | 188    | Houston Texans       | C.C. Brown                                              | S                                                       | Louisiana–Lafayette                                     | Sun Belt                                                |
|  | 6    | 189    | Carolina Panthers    | Jovan Haye                                              | DE                                                      | Vanderbilt                                              | SEC                                                     |
|  | 6    | 190    | Cincinnati Bengals   | Tab Perry                                               | WR                                                      | UCLA                                                    | Pac-10                                                  |
|  | 6    | 191    | Minnesota Vikings    | C.J. Mosley                                             | DT                                                      | Missouri                                                | Big 12                                                  |
|  | 6    | 192    | St. Louis Rams       | Dante Ridgeway                                          | WR                                                      | Ball State                                              | MAC                                                     |
|  | 6    | 193    | New Orleans Saints   | Jason Jefferson                                         | DT                                                      | Wisconsin                                               | Big Ten                                                 |
|  | 6    | 194    | Jacksonville Jaguars | Pat Thomas                                              | LB                                                      | NC State                                                | ACC                                                     |
|  | 6    | 195    | Green Bay Packers    | Craig Bragg                                             | WR                                                      | UCLA                                                    | Pac-10                                                  |
|  | 6    | 196    | Seattle Seahawks     | Tony Jackson                                            | TE                                                      | Iowa                                                    | Big Ten                                                 |
|  | 6    | 197    | Buffalo Bills        | Justin Geisinger                                        | G                                                       | Vanderbilt                                              | SEC                                                     |
|  | 6    | 198    | New York Jets        | Joel Dreessen                                           | TE                                                      | Colorado State                                          | MWC                                                     |
|  | 6    | 199    | Kansas City Chiefs   | Khari Long                                              | DE                                                      | Baylor                                                  | Big 12                                                  |
|  | 6    | 200    | Denver Broncos       | Chris Myers†                                            | G                                                       | Miami (FL)                                              | ACC                                                     |
|  | 6    | 201    | Atlanta Falcons      | DeAndra' Cobb                                           | RB                                                      | Michigan State                                          | Big Ten                                                 |
|  | 6    | 202    | Indianapolis Colts   | Dave Rayner                                             | K                                                       | Michigan State                                          | Big Ten                                                 |
|  | 6    | 203    | Cleveland Browns     | Andrew Hoffman                                          | DT                                                      | Virginia                                                | ACC                                                     |
|  | 6    | 204    | Pittsburgh Steelers  | Chris Kemoeatu                                          | G                                                       | Utah                                                    | MWC                                                     |
|  | 6    | 205    | San Francisco 49ers  | Derrick Johnson                                         | CB                                                      | Washington                                              | Pac-10                                                  |
|  | 6    | 206    | Detroit Lions        | Johnathan Goddard                                       | LB                                                      | Marshall                                                | MAC                                                     |
|  | 6*   | 207    | Carolina Panthers    | Joe Berger                                              | G                                                       | Michigan Tech                                           | GLIAC                                                   |
|  | 6*   | 208    | Dallas Cowboys       | Justin Beriault                                         | S                                                       | Ball State                                              | MAC                                                     |
|  | 6*   | 209    | Dallas Cowboys       | Rob Petitti                                             | OT                                                      | Pittsburgh                                              | Big East                                                |
|  | 6*   | 210    | St. Louis Rams       | Reggie Hodges                                           | P                                                       | Ball State                                              | MAC                                                     |
|  | 6*   | 211    | Philadelphia Eagles  | Calvin Armstrong                                        | OT                                                      | Washington State                                        | Pac-10                                                  |
|  | 6*   | 212    | Oakland Raiders      | Ryan Riddle                                             | DE                                                      | California                                              | Pac-10                                                  |
|  | 6*   | 213    | Baltimore Ravens     | Derek Anderson†                                         | QB                                                      | Oregon State                                            | Pac-10                                                  |
|  | 6*   | 214    | Oakland Raiders      | Pete McMahon                                            | OT                                                      | Iowa                                                    | Big Ten                                                 |
|  | 7    | 215    | San Francisco 49ers  | Daven Holly                                             | CB                                                      | Cincinnati                                              | C-USA                                                   |
|  | 7    | 216    | Miami Dolphins       | Kevin Vickerson                                         | DT                                                      | Michigan State                                          | Big Ten                                                 |
|  | 7    | 217    | Cleveland Browns     | Jon Dunn                                                | OT                                                      | Virginia Tech                                           | ACC                                                     |
|  | 7    | 218    | Tennessee Titans     | Reynaldo Hill                                           | CB                                                      | Florida                                                 | SEC                                                     |
|  | 7    | 219    | Minnesota Vikings    | Adrian Ward                                             | CB                                                      | UTEP                                                    | WAC                                                     |
|  | 7    | 220    | Chicago Bears        | Rod Wilson                                              | LB                                                      | South Carolina                                          | SEC                                                     |
|  | 7    | 221    | Tampa Bay Buccaneers | Rick Razzano                                            | FB                                                      | Ole Miss                                                | SEC                                                     |
|  | 7    | 222    | Washington Redskins  | Nehemiah Broughton                                      | FB                                                      | The Citadel                                             | SoCon                                                   |
|  | 7    | 223    | San Francisco 49ers  | Marcus Maxwell                                          | WR                                                      | Oregon                                                  | Pac-10                                                  |
|  | 7    | 224    | Dallas Cowboys       | Jay Ratliff†                                            | DT                                                      | Auburn                                                  | SEC                                                     |
|  | 7    | 225    | Tampa Bay Buccaneers | Paris Warren                                            | WR                                                      | Utah                                                    | MWC                                                     |
|  | 7    | 226    | Arizona Cardinals    | LeRon McCoy                                             | WR                                                      | Indiana (PA)                                            | PSAC                                                    |
|  | 7    | 227    | Houston Texans       | Kenneth Pettway                                         | LB                                                      | Grambling State                                         | SWAC                                                    |
|  | 7    | 228    | Pittsburgh Steelers  | Shaun Nua                                               | DE                                                      | BYU                                                     | MWC                                                     |
|  | 7    | 229    | Kansas City Chiefs   | James Kilian                                            | QB                                                      | Tulsa                                                   | WAC                                                     |
|  | 7    | 230    | New England Patriots | Matt Cassel†                                            | QB                                                      | USC                                                     | Pac-10                                                  |
|  | 7    | 231    | Tampa Bay Buccaneers | Hamza Abdullah                                          | S                                                       | Washington State                                        | Pac-10                                                  |
|  | 7    | 232    | New Orleans Saints   | Jimmy Verdon                                            | DE                                                      | Arizona State                                           | Pac-10                                                  |
|  | 7    | 233    | Cincinnati Bengals   | Jonathan Fanene                                         | DE                                                      | Utah                                                    | MWC                                                     |
|  | 7    | 234    | Baltimore Ravens     | Mike Smith                                              | LB                                                      | Texas Tech                                              | Big 12                                                  |
|  | 7    | 235    | Seattle Seahawks     | Cornelius Wortham                                       | LB                                                      | Alabama                                                 | SEC                                                     |
|  | 7    | 236    | Buffalo Bills        | Lionel Gates                                            | RB                                                      | Louisville                                              | C-USA                                                   |
|  | 7    | 237    | Jacksonville Jaguars | Chris Roberson                                          | CB                                                      | Eastern Michigan                                        | MAC                                                     |
|  | 7    | 238    | Kansas City Chiefs   | Jeremy Parquet                                          | OT                                                      | Southern Miss                                           | C-USA                                                   |
|  | 7    | 239    | Denver Broncos       | Paul Ernster                                            | K                                                       | Northern Arizona                                        | Big Sky                                                 |
|  | 7    | 240    | New York Jets        | Harry Williams                                          | WR                                                      | Tuskegee                                                | SIAC                                                    |
|  | 7    | 241    | Atlanta Falcons      | Darrell Shropshire                                      | DT                                                      | South Carolina                                          | SEC                                                     |
|  | 7    | 242    | San Diego Chargers   | Scott Mruczkowski                                       | C                                                       | Bowling Green                                           | MAC                                                     |
|  | 7    | 243    | Indianapolis Colts   | Anthony Davis                                           | RB                                                      | Wisconsin                                               | Big Ten                                                 |
|  | 7    | 244    | Pittsburgh Steelers  | Noah Herron                                             | RB                                                      | Northwestern                                            | Big Ten                                                 |
|  | 7    | 245    | Green Bay Packers    | Kurt Campbell                                           | S                                                       | Albany                                                  | NEC                                                     |
|  | 7    | 246    | Green Bay Packers    | Will Whitticker                                         | G                                                       | Michigan State                                          | Big Ten                                                 |
|  | 7*   | 247    | Philadelphia Eagles  | Keyonta Marshall                                        | DT                                                      | Grand Valley State                                      | GLIAC                                                   |
|  | 7*   | 248    | San Francisco 49ers  | Patrick Estes                                           | TE                                                      | Virginia                                                | ACC                                                     |
|  | 7*   | 249    | San Francisco 49ers  | Billy Bajema                                            | TE                                                      | Oklahoma State                                          | Big 12                                                  |
|  | 7*   | 250    | St. Louis Rams       | Ryan Fitzpatrick                                        | QB                                                      | Harvard                                                 | Ivy                                                     |
|  | 7*   | 251    | St. Louis Rams       | Madison Hedgecock                                       | FB                                                      | North Carolina                                          | ACC                                                     |
|  | 7*   | 252    | Philadelphia Eagles  | David Bergeron                                          | LB                                                      | Stanford                                                | Pac-10                                                  |
|  | 7*   | 253    | Tampa Bay Buccaneers | J.R. Russell                                            | WR                                                      | Louisville                                              | C-USA                                                   |
|  | 7*   | 254    | Seattle Seahawks     | Doug Nienhuis                                           | OT                                                      | Oregon State                                            | Pac-10                                                  |
|  | 7*   | 255    | New England Patriots | Andy Stokes                                             | TE                                                      | William Penn                                            | MSFA                                                    |